# Демонстрације у Београду 1999.
Неколико демонстрација против режима Слободана Милошевића је одржано у Београду, главном граду Србије, 1999. године после НАТО бомбардовања Савезне Републике Југославије.

## Митинг опозиције на Преображење
19. августа 1999. је испред Савезне скупштине одржан митинг опозиције на Преображење. На првом великом скупу опозиције у Београду после рата дошло је очигледног размимоилажења између лидера два опозициона блока - Вука Драшковића и Зорана Ђинђића, које се манифестовало чак и тучом обезбеђења на бини.

## ПротестиСавеза за промене
Након 50 митинга широм Србије, од 21. септембра 1999. године Савез за промене и Савез демократских партија започели су у петнаестак градова свакодневне протесте против режима Слободана Милошевића. У Београду су, као и у време протеста 1996/97. године организоване протестне шетње.
29. септембра са Трга Републике кренуло је према Дедињу, према разним проценама, између 30 и 80 хиљада грађана. На углу Немањине улице демонстранте је сачекао четвороструки кордон полиције иза којег су се налазили водени топови и оклопна возила. Након разговора са припадницима МУП-а, лидери СЗП позвали су грађане да седну на асфалт. 
Полицајци су почели да туку демонстранте и потискују их низ Немањину улицу. Грађани су почели су да беже назад ка раскрсници Лондон и према Железничкој станици. Биланс полицијске интервенције био је шездесетак повређених демонстраната и пет полицајаца.
Следећег дана, 30. септембра, полиција је интервенисала против мирних демонстрација. На Бранковом мосту, с новобеоградске стране кордон полиције сачекао је више од 40 хиљада демонстраната у шетњи према Палати федерације, и брутално интервенисао, пре него што су присталице СЗП успеле да се повуку. Батине су добили и лидери СЗП, разбијена је камера Студија Б, а двадесетак људи је повређено. Полиција је поново тукла људе који су остали да леже на земљи, а након интервенције на мосту упали су у околне кафане и претукли госте који су тамо седели.